# Pitteyarika
Pitteyarika o Pittiyarik era una ciutat hitita propera a Samuha. Hattusilis, el futur Hattusilis III, va governar d'aquesta ciutat cap a l'any 1295 aC.
Tot i la manca d'ajut del "Gran Rei" Muwatallis II, que només li va cedir uns quants soldats i alguns carros de guerra, va atacar als kashkes i els va derrotar de manera important a la rodalia d'Hahha. Va fer presoners els caps dels kashka i els va enviar a Muwatallis.